# Aplicación móvil educativa
Una aplicación móvil educativa es un programa multimedia, ideado para ser usado a través de dispositivos electrónicos móviles (teléfonos inteligentes, tabletas, tabléfonos, PDAs, etc.) y usado como una herramienta de m-learning. Todas ellas combinan la educación, la pedagogía y la tecnología para facilitar la acción de todas las personas implicadas en el proceso de enseñanza-aprendizaje. El diseño de interfaz debe ser intuitivo y natural, para de esta forma permitir interacciones frecuentes pero breves con el usuario, que favorezcan el acceso rápido a la información. Además, deben emplear sistemas de navegación simples que sean compatibles con multitud de dispositivos para de esta forma cumplir los requisitos de conveniencia, rapidez y ubicuidad propio de estos dispositivos.

## Categorías
A raíz del mobile learning se han creado numerosas aplicaciones móviles enfocadas al ámbito educativo. Por su extendido uso se pueden destacar Apps educativas que pueden agruparse en las siguientes cuatro grandes categorías:
- De creación y edición. Permiten producir y modificar textos.
- De gestión. Permiten almacenar, agrupar, organizar e interrelacionar textos.
- De reproducción. Permiten presentar textos.
- De comunicación. Permiten compartir e interacturar con textos.[2]

## Ventajas y desventajas de la utilización de aplicaciones móviles en educación
El uso de aplicaciones educativas ofrece una serie de ventajas tales como:
- Aprendizaje en cualquier contexto, tanto áulicos como no áulicos.[3]
- Influencia positiva sobre la motivación del alumnado.
- Importante componente lúdico.
- Mayor interacción entre los usuarios, lo que influye en el papel activo del alumno.
- Mejora en la atención por parte del alumno.
- Inmediatez en el acceso a la información.
- Personalización del entorno de aprendizaje, basado en las necesidades del alumno.
- Optimización y adaptabilidad de los recursos y su adaptación al proceso de enseñanza-aprendizaje.
- Fomento del aprendizaje autodirigido.
- Favorece el intercambio de información como consecuencia de la mayor interconectividad.
- Promoción de la participación y el aprendizaje cooperativo.
- Promoción del aprendizaje vivencial y memorable.[4]

Existen también una serie de puntos débiles o desafíos en el uso de aplicaciones móviles educativas como son los siguientes:
- Acuerdos comunes. El uso de aplicaciones puede hacer necesario que se creen en la educación, a nivel general, marcos comunes de actuación.
- Falta de medios. En muchos casos, puede que los medios técnicos no sean los mejores y aún no estén al alcance de todos.
- Costes adicionales. Los precios o tarifas de algunas aplicaciones.
- El tiempo es oro. En muchas ocasiones, el tiempo que hay que emplear en enseñar el uso y manejo de ciertas herramientas y aplicaciones puede ser un hándicap.
- Privacidad y seguridad. Cuando se trata de niños y estudiantes jóvenes que se conectan a Internet y tienen que dar contraseñas o nombre de usuarios, etc.
- Su evaluación. Muchas veces no se tiene en cuenta su incidencia en el proceso de enseñanza-aprendizaje, lo que impide constatar si su uso a resultado productivo.[5]

## Funciones en la educación
Son muchas las funciones que puede cumplir una aplicación en el ámbito educativo, como por ejemplo:
- Adquisición de las Competencias digitales del siglo XXI.
- Registro y control de las actividades realizadas por parte del alumnado.
- Apoyo al alumnado en la adquisición de conocimiento y Competencia (aprendizaje).
- Instrumentación. Dentro se pueden encontrar brújulas, cronómetros, ábacos, reglas, calculadoras, cámaras, etc.
- Obras de consulta y libros. Como enciclopedias, diccionarios o consulta de libros.
- Agregador de noticias. Aplicaciones que permiten recopilar información de diarios, webs, blogs, etc.
- Gestores de información. Aquí se incluyen las aplicaciones que permiten organizar la información o tomar notas. Se puede destacar Evernote, o incluso aplicaciones específicas como Google Drive o Dropbox.
- Aplicaciones multimedia interactivas. Dentro de este colectivo se encuentran las actividades interactivas que ayudan a los alumnos a realizar aprendizajes con contenidos curriculares. Un ejemplo sería el trabajo de operaciones numéricas.
- Generadores de actividades y aplicaciones. Se incluyen las aplicaciones que permiten crear actividades interactivas.

## Aplicaciones móviles educativas en un Entorno Personal de Aprendizaje Móvil
El tipo de aplicaciones móviles educativas que se necesitan para conformar un Entorno Personal de Aprendizaje Móvil (en inglés: Mobile Personal Learning Environment, M-PLE) dependerá del contexto en que se trabaje y de los objetivos a alcanzar, si bien para escoger unas u otras se deberá tener en cuenta las siguientes premisas:
- Su elección debe ser acorde con los alumnos a los que va dirigida.
- Debe cumplir los objetivos que se hayan marcado en el proceso de enseñanza-aprendizaje.
- Tener claro el uso que cada app va a aportar al desarrollo del proceso de enseñanza-aprendizaje.

En cualquier caso, únicamente se hablará de M-PLE cuando las aplicaciones móviles que lo conformen permitan el aprendizaje cooperativo, el aprendizaje móvil y la ubicuidad y estén clasificadas en herramientas de: organización, creación, búsqueda, difusión y evaluación.
Existen diferentes clasificaciones de aplicaciones educativas móviles que resultan de utilidad para conformar un M-PLE como:
- La taxonomía de Bloom adaptada a aplicaciones móviles para iPads que las categoriza según se trate de apps que permitan crear, evaluar, analizar, aplicar, commprender o recordar.[7]

- La eLearning Technology Compass que consiste en el esquema de una brújula con tres anillos; el interno representa las competencias a desarrollar, el del medio la evaluación del desempeño y el exterior las diferentes apps según su tecnología.[8]

## Aplicaciones móviles educativas para educación especial
Existen multitud de aplicaciones creadas con el objetivo de atender al alumnado que presenta necesidades educativas especiales, entendiéndose como tal aquellas debidas a superdotación intelectual o a discapacidad intelectual, física o sensorial.
Para conseguir un aprendizaje adecuado haciendo uso de estas aplicaciones educativas es necesario que los contenidos que incluyan sean lúdicos y atractivos para el alumnado; con ello se pretende captar la atención de éste, mantener su interés y motivación, y estimular el aprendizaje. Además, es importante adaptar el grado de complejidad de las mismas teniendo en cuenta para ello las características concretas de los discentes a los que va dirigida. En adición, permiten en muchas ocasiones adaptar la interfaz de usuario y el contexto educativo a las necesidades y capacidades del alumnado, lo que permite diseñar un proceso de enseñanza-aprendizaje individualizado y a la vez dar cabida a la realización de actividades cooperativas y, de esta manera, fomentar la inclusión (pedagogía) en las aulas.
Hay diversas aplicaciones que se pueden poner en práctica en las aulas según el tipo de necesidad del alumnado, según la materia a impartir y según el ámbito que se quiera trabajar. Según la necesidad concreta del alumnado, por ejemplo, existen: aplicaciones que aumentan los conocimientos de los discentes y suponen un reto para éstos en el caso de la superdotación; aplicaciones que sirven como sistema de comunicación alternativa y aumentativa, así como aplicaciones para trabajar aspectos básicos de la lógica y el lenguaje en la discapacidad intelectual; aplicaciones que permiten conocer los puntos accesibles para personas con discapacidad física; y aplicaciones que facilitan la interacción con el medio en personas con discapacidad sensorial. Gracias a estas aplicaciones se genera un contexto que hace posible el aprovechamiento de las ventajas del aprendizaje mediante dispositivos móviles, además de la eliminación de ciertas barreras para alumnado con necesidades específicas de apoyo educativo.

## Aplicaciones móviles educativas para prevenir el acoso escolar
El acoso escolar como un comportamiento agresivo que intenta herir, producir daño o malestar a otro individuo, con la particularidad de que la agresión se repite a lo largo del tiempo y la relación entre ambos implicados (o varios implicados) es asimétrica, es decir, la víctima siempre se encuentra en inferioridad de condiciones, teniendo muchas dificultades de defenderse de tales comportamientos agresivos.
El móvil se está aplicando en educación cómo un recurso enriquecedor. Sin embargo, un uso irresponsable de estas aplicaciones por parte del alumnado puede provocar un fenómeno que es conocido con el anglicismo bullying. Son muchas las herramientas pedagógicas que se están aplicando para prevenir el acoso escolar, siendo las aplicaciones móviles un recurso novedoso. Dichas aplicaciones tratan aspectos relacionados con la detección por parte del profesorado, padres, el autoconocimiento del alumnado acosado y la sensibilización del grupo de iguales.

## Criterios de selección de aplicaciones educativas
Antes de concretar los aspectos básicos sobre funcionalidad, diseño, estética o usabilidad de cierta aplicación, el docente debe tener claro cuáles son los objetivos que pretende alcanzar con la utilización en el aula de la misma, y para ello, debe preguntarse qué capacidades desea que adquieran los estudiantes, y, además, para qué tipo de estudiantes va dirigida la app.
Es tan extenso este campo que para encontrar la aplicación adecuada a los propios intereses se debe hacer primero una búsqueda relativamente amplia hasta encontrar aquello que se ajusta a las características concretas de lo demandado. Debido a la gran oferta de aplicaciones educativas, como docentes, padres o consumidores, se deben de tener en cuenta una serie de aspectos antes de seleccionar una aplicación educativa.

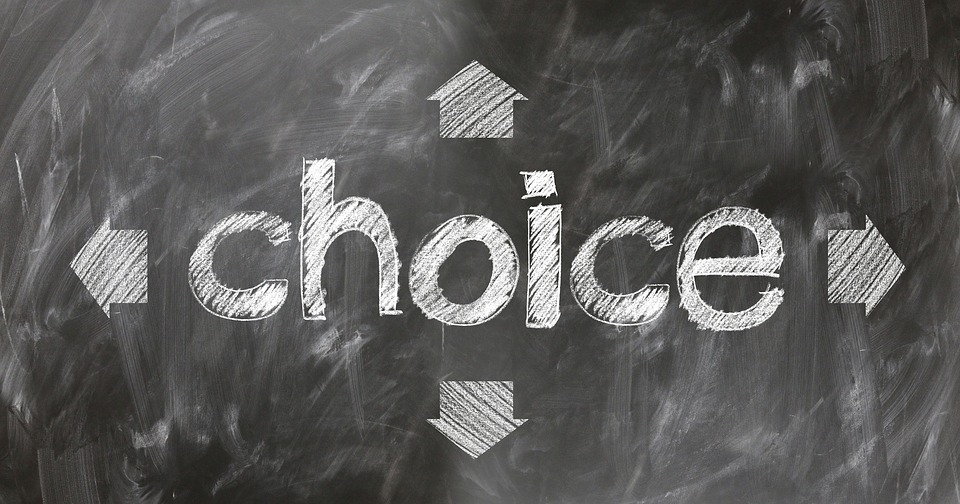
Distintas opciones, una elección.

Por un lado, los criterios pedagógicos de:
- Motivación
- Presentación de los objetivos de aprendizaje.
- Conocimiento de los destinatarios y diseño de la acción.
- Organización y adecuación del contenido.
- Respeto a los ritmos y diferencias individuales.
- Participación.
- Interacción.
- Comentarios.
- Evaluación.

Por otro lado, los criterios técnicos y estéticos:
- Características técnicas generales del programa.
- Interfaz de usuario
- Componentes de los multimedia.
- Interactividad.
- Simplicidad.
- Coherencia.
- Claridad.
- Adaptabilidad.
- Criterios económicos y funcionales.

Además, para facilitar esta labor, existen páginas webs dedicadas exclusivamente a analizar la calidad de las aplicaciones educativas y separarlas por secciones de rango de edad o temáticas, atendiendo a criterios pedagógicos. También, son muchos los blogs que analizan este tipo de recursos y recomiendan los más útiles y atractivos para trabajar con niños de distintas edades los diferentes aspectos curriculares. Por ello, es necesario elaborar una rúbrica (docencia) o lista de control para comprobar aspectos importantes sobre el uso de ciertas aplicaciones móviles y no tener en cuenta únicamente aspectos técnicos (estabilidad, fiabilidad, consistencia o rapidez de descarga). Esto es, se debe analizar el contenido y la información que aporta la aplicación para saber si es adecuada para el contexto educativo.

## Papel de las editoriales en el desarrollo de las aplicaciones móviles educativas
Debido al vertiginoso avance de las metodologías educativas, las nuevas Tecnologías de la Información y la Comunicación (TIC) se han incluido en la enseñanza de forma inminente. Este hecho ha dado paso a la creación de numerosas herramientas, como son las aplicaciones móviles educativas, para adaptar la educación a las necesidades de la sociedad actual. Por ello, las entidades más preparadas para poner en marcha la elaboración de dichas herramientas son las editoriales, ya que han sido tradicionalmente quiénes han creado los materiales educativos.
Elaborar una aplicación educativa es un proceso muy costoso ya que se debe seleccionar el contenido de ésta, cómo se mostrará dicho contenido, elaborar un guion técnico y otro literario, así como uno de producción, crear la gráfica y las ilustraciones, producirla, elaborar la versión del software alpha y la beta, depurarla, probarla, poner en marcha el marketing y subirla a las tiendas. Por tanto, el papel de las editoriales es fundamental en el desarrollo de aplicaciones educativas ya que tienen experiencia sobre el material más adecuado para cada nivel y conocen el proceso a seguir para poner en marcha una aplicación.
Los contenidos y los recursos tecnológicos deben complementarse para construir una experiencia educativa positiva. Las editoriales participan en las apps educativas para analizar las mejores fórmulas, enriquecer los contenidos y hacer las prácticas educativas más motivadoras. Es importante que las editoriales no den por finalizada una aplicación, sino que debe estar abierta a posibles modificaciones según la acogida y opinión de los usuarios, evolución, errores, actualización de contenidos, marketing, funcionalidades, etc.

## Aplicaciones móviles educativas en áreas
Inmersos en la sociedad del conocimiento y la información las aplicaciones móviles educativas surgen como respuesta a un nuevo tipo de aprendizaje, el aprendizaje móvil, también denominado mobile learning, su funcionalidad en el aula viene determinada por la ubicuidad del dispositivo, además permite al profesorado la comunicación, cooperación y coordinación entre ellos y el alumnado de forma simultánea y asincrónica. También provee al discente de la capacidad de absorber y obtener un aprendizaje significativo a través de diversas aplicaciones educativas. 

### Matemáticas
El uso de aplicaciones móviles en el área de matemáticas facilita la enseñanza-aprendizaje de dicha materia tanto a alumnos como a profesores. Existen apps educativas que ayudan al alumnado a familiarizarse con los números, a entender la lógica implícita y sus propiedades, así como la importancia de su aplicación en la sociedad. Las apps educativas matemáticas favorecen el aprendizaje ya que permiten la flexibilización de la enseñanza adaptándose a cada alumno y también a cada profesor. La disponibilidad de Apps Educativas matemáticas gratuitas y previo pago permiten a los usuarios escoger la mejor opción que se adapte a sus necesidades para su aprendizaje.
Algunos contenidos matemáticos que se pueden trabajar mediante aplicaciones móviles son: el cálculo y operaciones mentales, la geometría, las magnitudes, las horas, el sistema monetario y el tratamiento de la información, azar y probabilidad. Todos estos son trabajados de una forma dinámica y lúdica para facilitar y agilizar el proceso de enseñanza y aprendizaje.

### Lengua
El aprendizaje de la lectoescritura juega un papel muy importante en la vida de una persona y está muy relacionado con la adquisición de otros aprendizajes y el desarrollo madurativo. Actualmente, existen una serie de aplicaciones que favorecen el desarrollo del proceso lectoescritor de forma divertida, sencilla e interactiva. Estas aplicaciones favorecen la adquisición de vocabulario, el desarrollo de habilidades cognitivas, la atención y la comunicación. En el aprendizaje de la lectoescritura es muy importante que el adulto acompañe al niño para corregir los errores que surjan y ayudar en las dificultades que puedan aparecer. Los dispositivos móviles y las apps Educativas de lengua podrían sustituir al cuaderno de caligrafía y a la tradicional cartilla pero no al maestro que orienta en el aprendizaje. Las apps Educativas que facilitan el aprendizaje de la lectoescritura giran en torno a los siguientes aspectos: aprender el abecedario, aprender a leer, a escribir, jugar con letras y palabras, comprender, practicar y disfrutar.
Entre muchas de las apps que existen para trabajar el lenguaje de una más atractiva para el alumnado, incrementando a su vez su motivación por aprender, encontramos contenidos relacionados con la ortografía, la gramática, el léxico, a elaboración de diferentes textos como pueden ser cuentos y por último,  la lectura y la comprensión, de esta forma, se consigue contagiar al alumnado el entusiasmo por lo que él mismo lee y escribe.

### Inglés
El Idioma inglés es el idioma más hablado y comprendido del mundo, además se utiliza para negocios internacionales. 
El principal motivo por el que una persona no habla el idioma correctamente es debido a no tener facilidad para las lenguas y falta de motivación por lo que las app educativas del idiomas de inglés fomenta su aprendizaje gracias a la gamificación que nos permite la programación de las mismas, creando un entorno de aprendizaje donde el alumnado puede personalizarlo.

### Educación Física
La utilización de aplicaciones móviles dentro del área de Educación Física ha sido más tardía que en otras áreas debido al carácter motriz y dinámico de la misma, lo que conlleva a que sea concebida como un área curricular con escasa conexión con las TIC. Sin embargo, debido a que es un área eminentemente procedimental, permite que las tecnologías de la información y comunicación puedan ser aplicadas de una forma muy amplia y variada, por lo que cada vez son más los docentes que se animan a utilizarlas debido a que posibilitan el aprendizaje competencial del alumnado y fomentan su desarrollo integral.